# Форт Бріндонк
Форт Бріндонк (нід. Fort van Breendonk, фр. Fort de Breendonk) — нацистський концентраційний табір на території Бельгії. Створений 20 вересня 1940 року поблизу міста Бріндонк, що за 20 кілометрів на південний захід від Антверпена. За роки війни в цей табір потрапили близько 3 500 і були вбиті близько 400 чоловік.

## Історичні відомості
Форт Бріндонк був побудований в 1906 році в рамках зміцнення другого кільця (фр. Réduit national) навколо Антверпена. Спочатку форт був призначений для захисту міста від німецьких збройних сил. Форт оточений ровом з водою. 

### Перша світова війна
У серпні 1914 року Німеччина напала на Бельгію після того, як бельгійський уряд відмовився надати німецьким військам прохід на північ Франції. Прагнучи до півдня країни, німці проігнорували Антверпен, але, піддаючись атакам бельгійського опору, вирішили вступити в бій. 9 вересня 1914 року генерал Ганс Хартвіг фон Безелера рушив до Антверпена, взявши на шляху міста Намюр і Мобеж. 1 жовтня форт Бріндонк вперше піддався обстрілу німецькими гаубицями, розташованими за 5-6 кілометрів. Бельгійська лінія оборони була прорвана поблизу міста Лір (Lier), що дало Німеччині можливість завоювати Антверпен, минаючи форт Бріндонк. 9 жовтня війська форту були змушені капітулювати. 

### Друга світова війна
У 1940 році Німеччина знову окупувала Бельгію. До цього часу укріплення подібного роду втратили свою ефективність, зважаючи на широке використання танкових військ. Деякий час після початку війни у форті Бріндонк знаходився штаб бельгійського опору, проте незабаром він був розформований. На його місці нацисти створили тюремний табір. 
20 вересня 1940 року перші ув'язнені були доставлені в форт Бріндонк. Протягом війни у в'язниці утримувалися військовополонені, вороги Третього рейху, а також євреї, велика частина яких була депортована в Освенцим. У вересні 1941 року заарештовані комуністи були депортовані в Ноєнгамме. Охоронцями в'язниці були німецькі і бельгійські солдати СС . Відомо про 185 страчених в'язнів, але за оцінками істориків від тортур і голоду в форті Бріндонк померли кілька сотень людей. У таборі були шибениці, але на території форту не було газових камер. До 1942 року євреї містилися окремо від інших в'язнів в переповнених дерев'яних бараках. У загальному рахунку було проведено понад 15 депортацій в табори смерті, який не пережив майже жоден ув'язнений. 
Після звільнення Бельгії у вересні 1944 року форт Бріндонк деякий час використовувався як в'язниця для колабораціоністів. Тоді табір стали називати «Бріндонк II». Звідси ув'язнених перевели в Мехелен, де вони постали перед судом в 1946 році. 14 з них були засуджені до смерті, але два вироки були замінені на довічне ув'язнення. Ще четверо були засуджені до довічного ув'язнення, один охоронець отримав 20 років в'язниці. Один був виправданий, двоє втекли. 

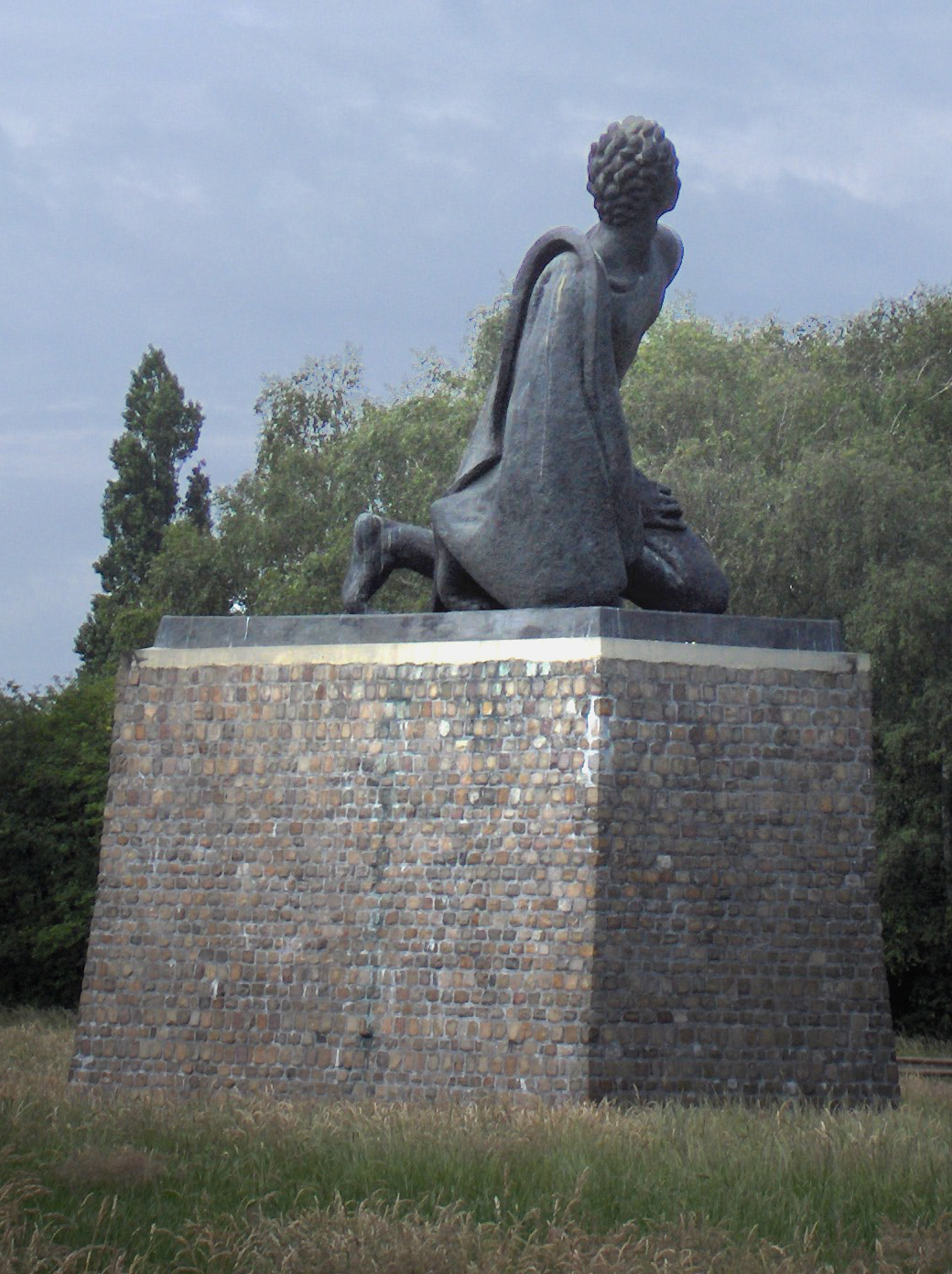
Бронзова статуя "Політичний в'язень"

Коменданту концтабору Філіпу Шмітту (Philipp Schmitt) в 1949 році в Антверпені був винесений смертний вирок. 9 серпня 1950 року він був розстріляний. Шмітт не розкаявся до останньої хвилини, заперечуючи всі звірства, скоєні в таборі Бріндонк. За його словами, він всього лише «перевиховував ув'язнених так, як йому було наказано».

## Пам'ять
19 серпня 1947 року форт Бріндонк був оголошений національною пам'яткою. Сьогодні в ньому розташовується музей пам'яті жертв концтабору. У розпорядженні музею знаходиться велика колекція фотографій. Музей відкритий для туристів цілий рік з 9:30 до 17:30.

## Галерея

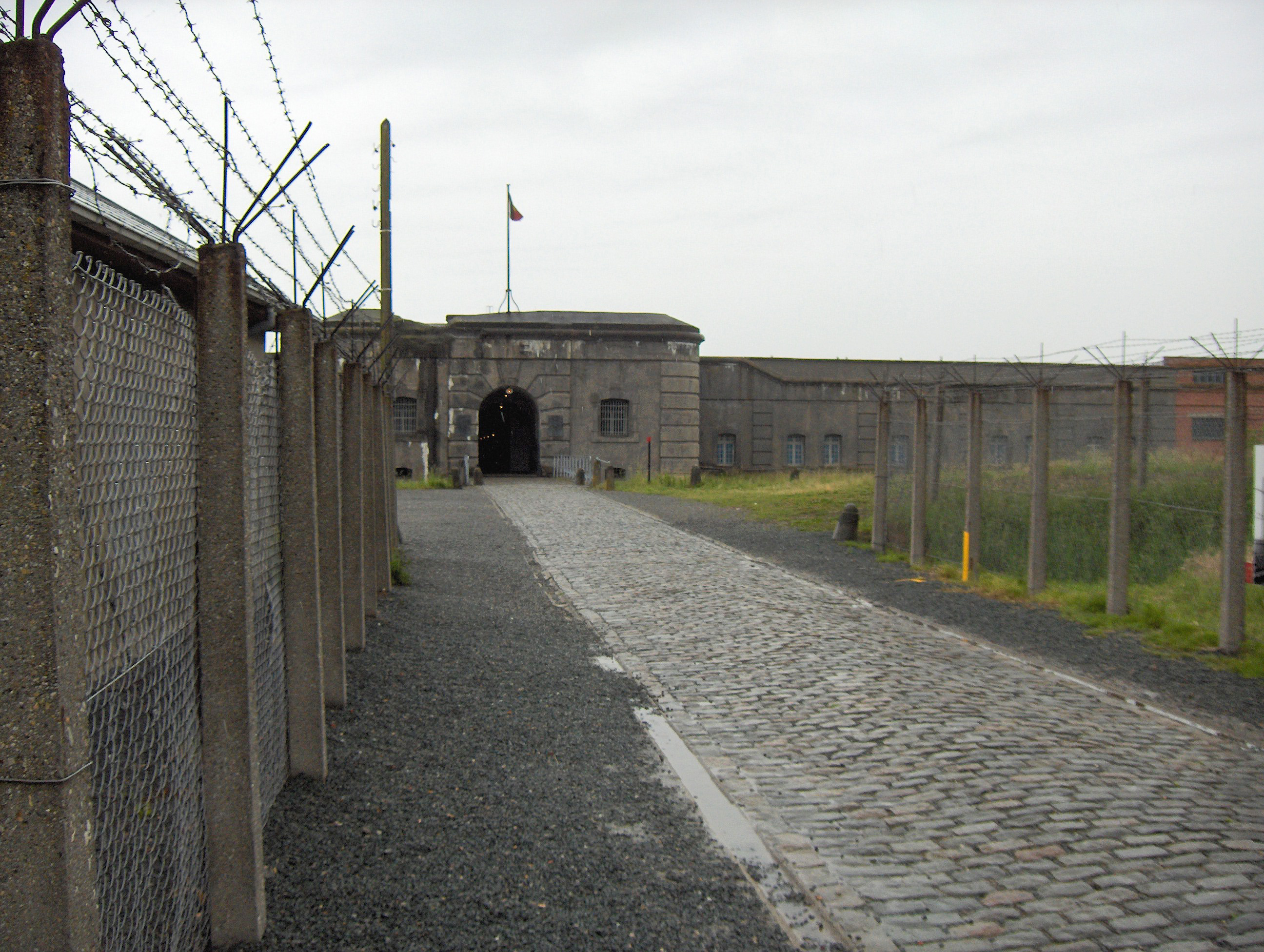
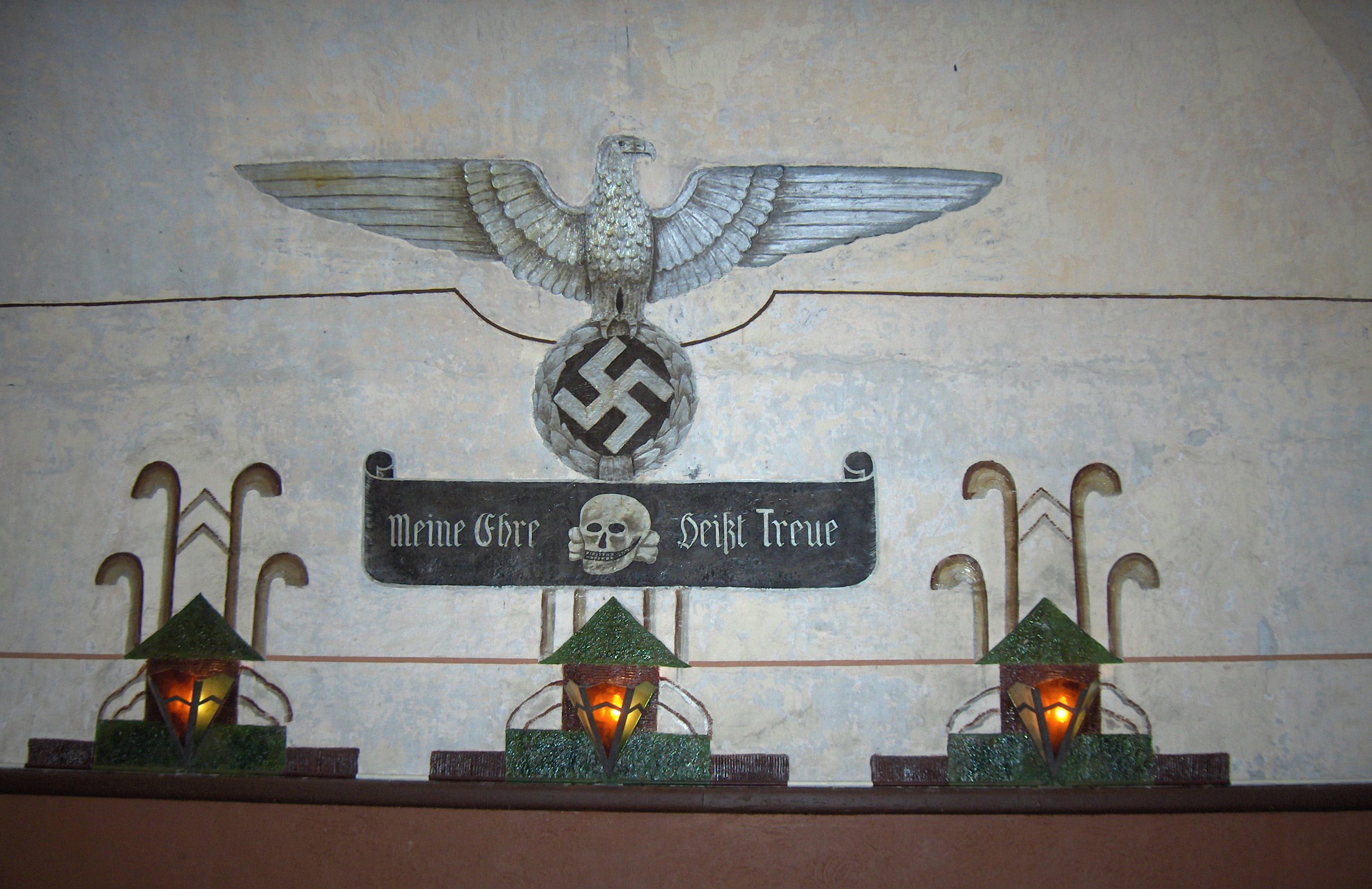
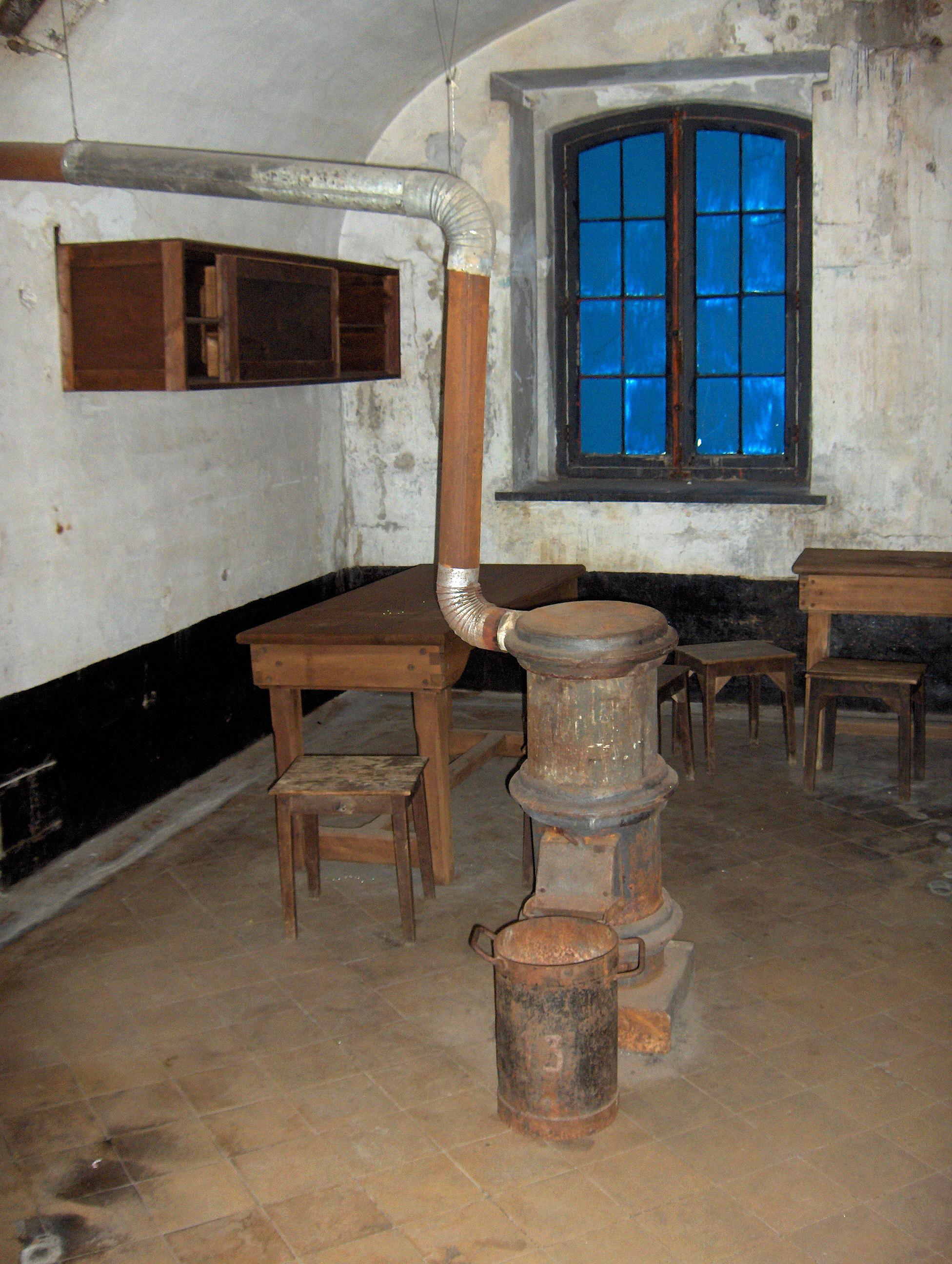
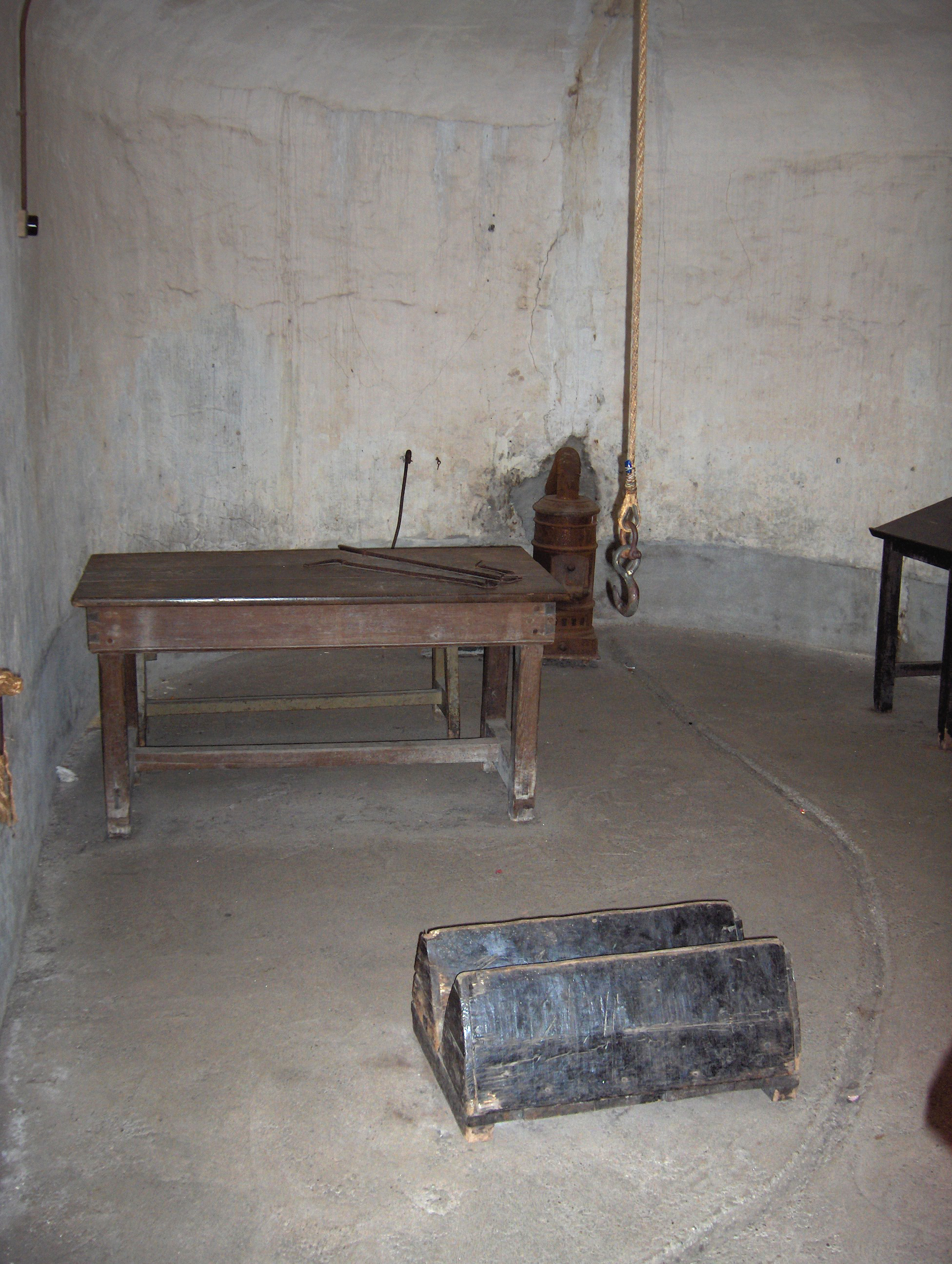
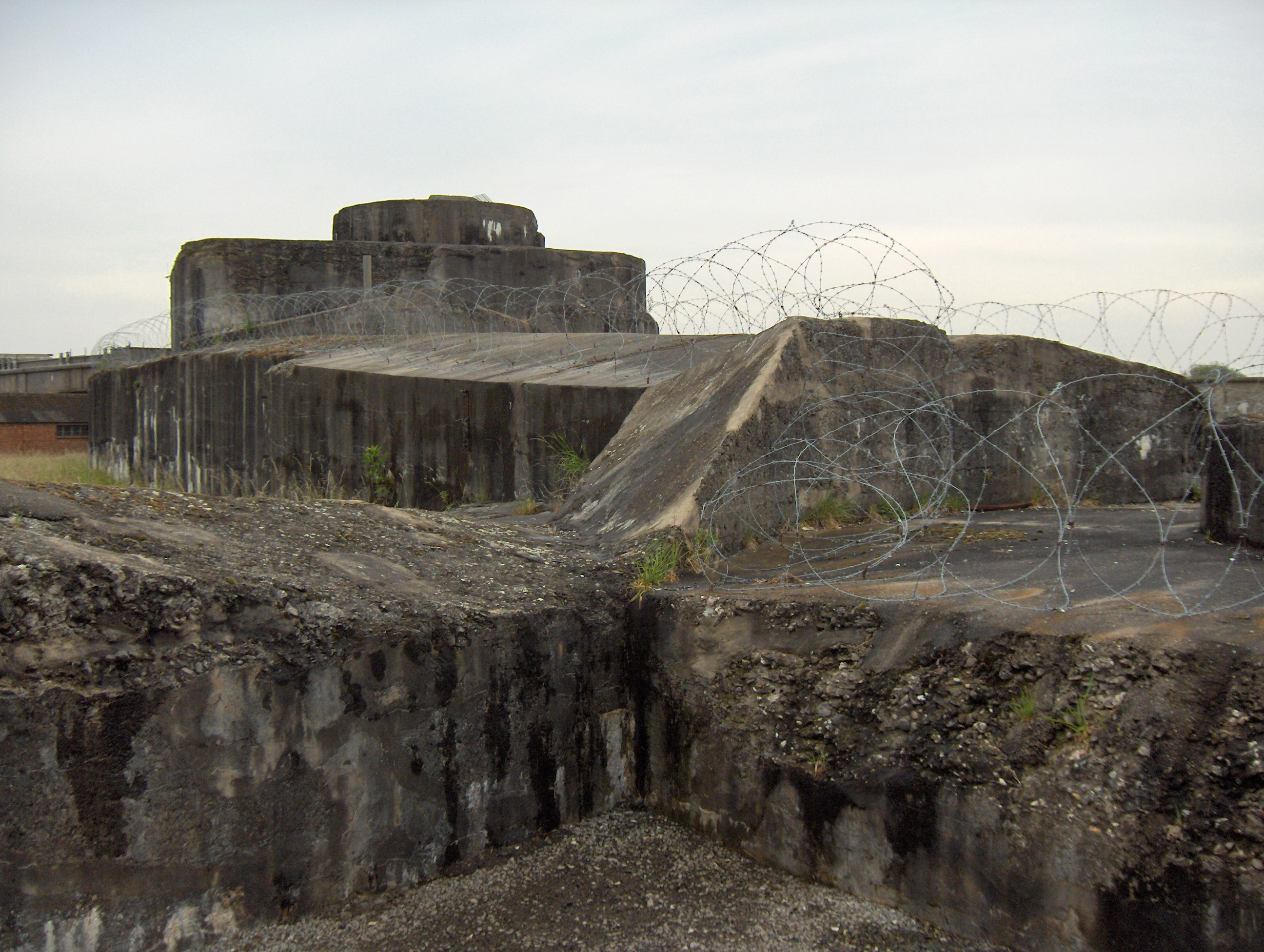
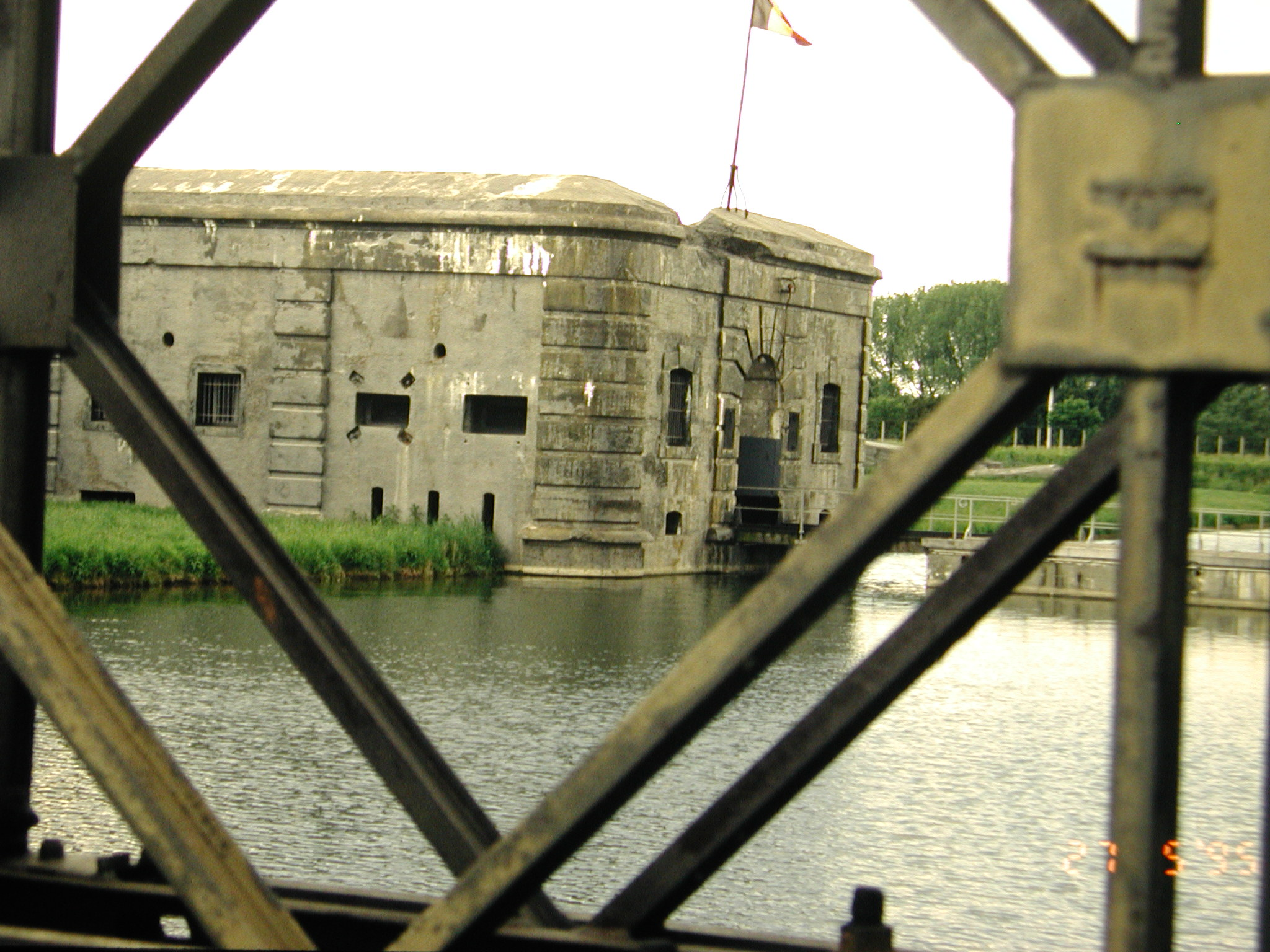
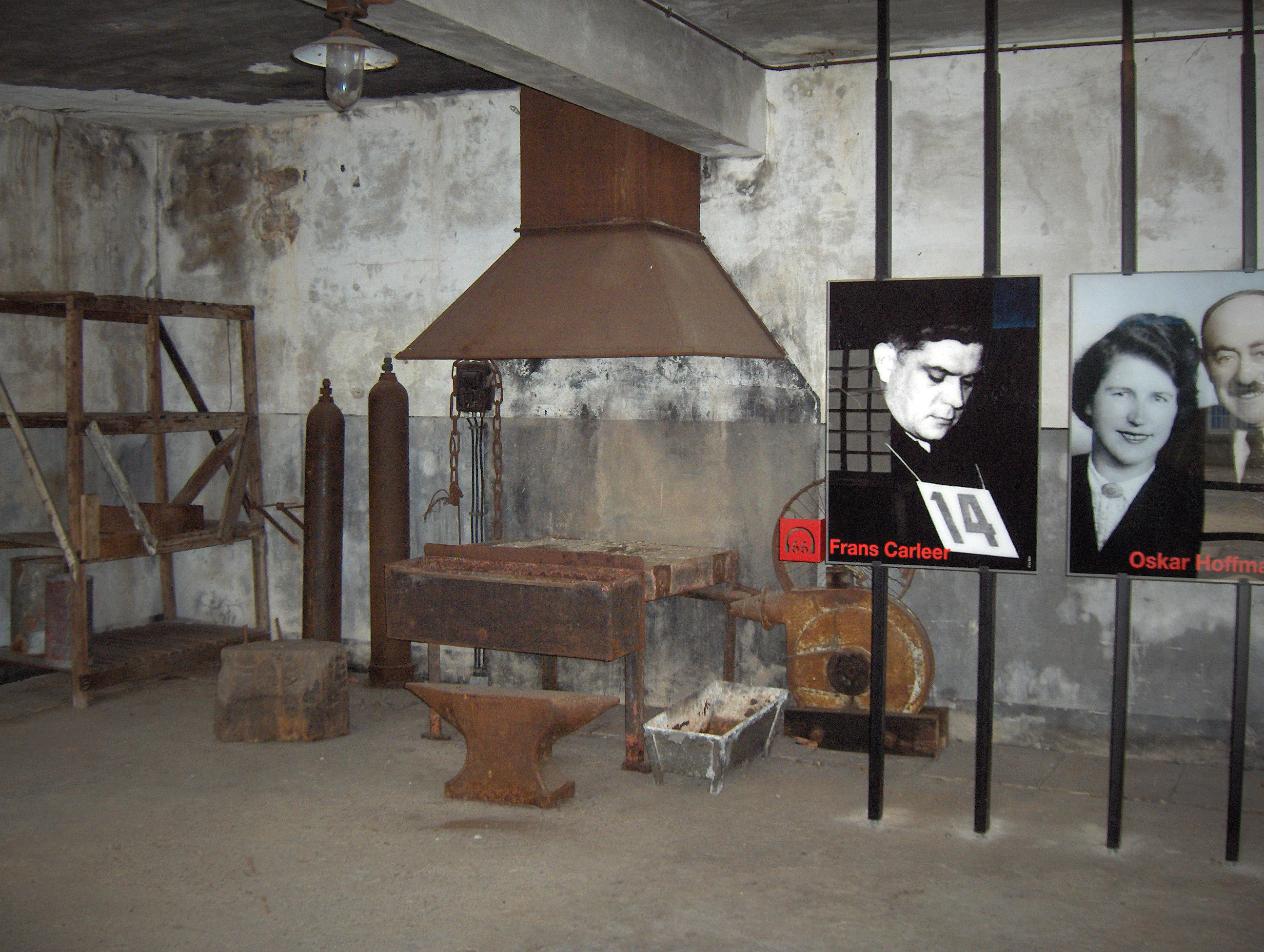
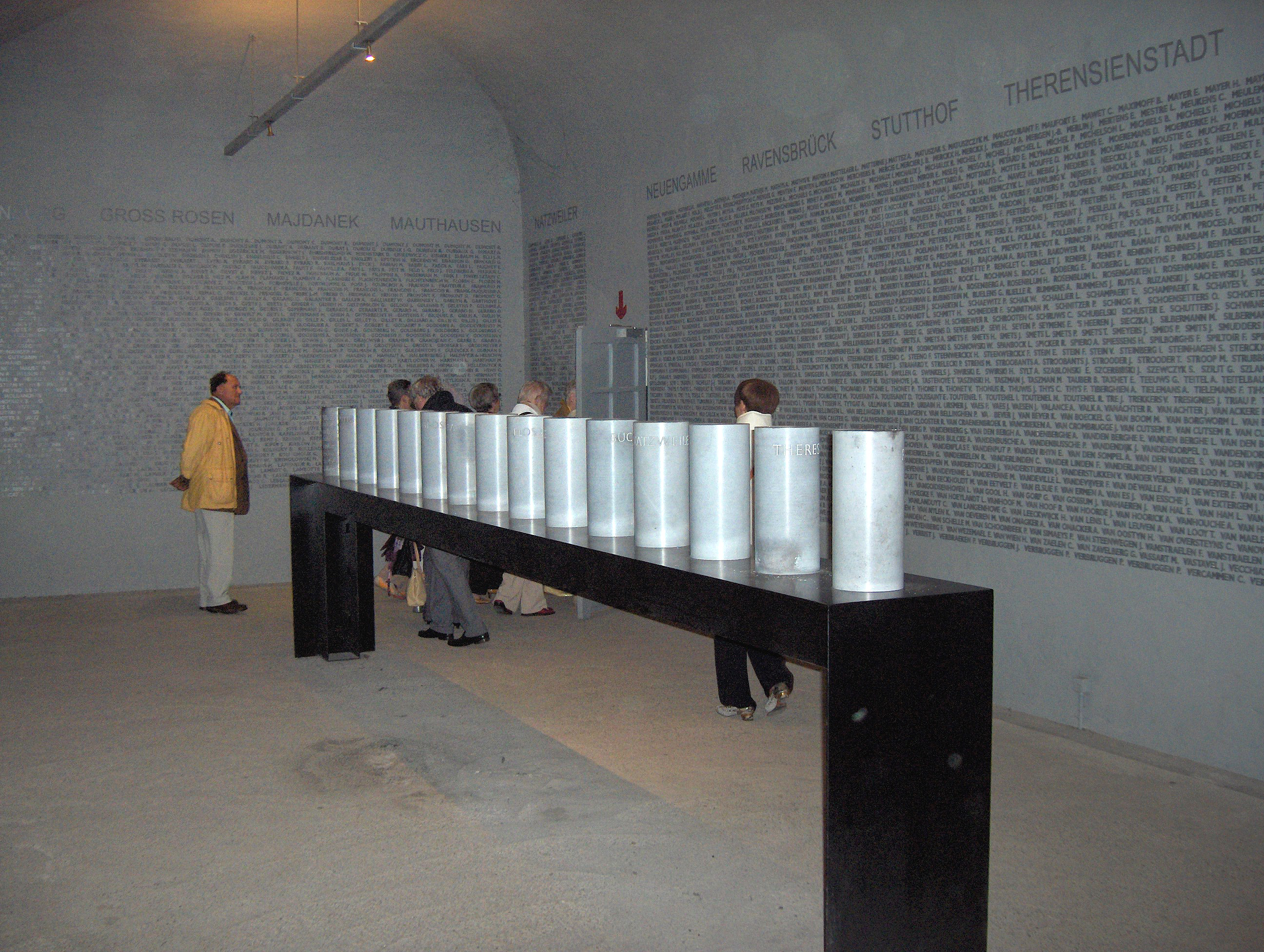